# قائمة أندية كرة القدم في تونس
فيما يلي قائمة أندية كرة القدم في تونس التي تلعب في الدوريات الرسمية التابعة للجامعة التونسية لكرة القدم لموسم 2024–25.

## الرابطة التونسية المحترفة الأولى
قائمة أندية الرابطة التونسية المحترفة الأولى:
| الشعار | النادي                    | الملعب                  | المدينة  | تاريخ التأسيس |
| ------ | ------------------------- | ----------------------- | -------- | ------------- |
|        | الترجي الرياضي التونسي    | الملعب الأولمبي برادس   | تونس     | 15 يناير 1919 |
|        | النادي الإفريقي           | الملعب الأولمبي بالمنزه | تونس     | 4 أكتوبر 1920 |
|        | النجم الرياضي الساحلي     | الملعب الأولمبي بسوسة   | سوسة     | 11 مايو 1925  |
|        | الاتحاد الرياضي ببنقردان  | ملعب 7 مارس             | بنقردان  | 1 مارس 1936   |
|        | النادي الرياضي الصفاقسي   | ملعب الطيب المهيري      | صفاقس    | 28 مايو 1928  |
|        | الاتحاد الرياضي المنستيري | ملعب مصطفى بن جنات      | المنستير | 17 مارس 1923  |
|        | النادي الرياضي البنزرتي   | ملعب 15 أكتوبر          | بنزرت    | 12 يوليو 1928 |
|        | الأولمبي الباجي           | ملعب بوجمعة الكميتي     | باجة     | 1929          |
|        | الملعب التونسي            | ملعب الهادي النيفر      | باردو    | 7 يوليو 1948  |
|        | المستقبل الرياضي بسليمان  | الملعب البلدي بسليمان   | سليمان   | 1960          |
|        | القوافل الرياضية بقفصة    | الملعب الأولمبي بقفصة   | قفصة     | 1967          |
|        | الاتحاد الرياضي بتطاوين   | ملعب نجيب الخطاب        | تطاوين   | 1996          |
|        | النجم الرياضي بالمتلوي    | الملعب البلدي بالمتلوي  | المتلوي  | 1950          |
|        | الشبيبة الرياضية بالعمران | ملعب الطيب بن عمار      | العمران  | 1943          |
|        | الترجي الرياضي الجرجيسي   | ملعب الجليدي            | جرجيس    | 1934          |
|        | المستقبل الرياضي بقابس    | الملعب الأولمبي بقابس   | قابس     | 30 يونيو 1978 |

## الرابطة التونسية المحترفة الثانية
قائمة أندية الرابطة التونسية المحترفة الثانية:
| الشعار | النادي                      | الملعب                              | المدينة       | تاريخ التأسيس  |
| ------ | --------------------------- | ----------------------------------- | ------------- | -------------- |
|        | المستقبل الرياضي بالمرسى    | ملعب عبد العزيز الشتيوي             | المرسى        | 1939           |
|        | سبورتينغ بن عروس            | الملعب البلدي ببن عروس              | بن عروس       | 1945           |
|        | الهلال الرياضي بمساكن       | الملعب البلدي بمساكن                | مساكن         | 2 يوليو 1945   |
|        | النجم الرياضي الرادسي       | الملعب البلدي الهادي بن رمضان برادس | رادس          | 1948           |
|        | جندوبة الرياضية             | الملعب البلدي بجندوبة               | جندوبة        | 1922           |
|        | المستقبل الرياضي بواد الليل | الملعب البلدي بوادي الليل           | وادي الليل    | 1976           |
|        | النادي الرياضي القربي       | الملعب البلدي بقربة                 | قربة          | 1960           |
|        | القلعة الرياضية             | الملعب البلدي بالقلعة الصغرى        | القلعة الصغرى | 1961           |
|        | الشبيبة الرياضية القيروانية | ملعب حمدة العواني                   | القيروان      | 1942           |
|        | النادي الرياضي لحمام الأنف  | الملعب البلدي بحمام الأنف           | حمام الأنف    | 1944           |
|        | الأمل الرياضي بحمام سوسة    | الملعب البلدي بوعلي لحوار           | حمام سوسة     | 1954           |
|        | الجمعية الرياضية بأريانة    | الملعب البلدي بأريانة               | أريانة        | 1938           |
|        | المرجان الرياضي بطبرقة      | الملعب البلدي بطبرقة                | طبرقة         | 1959           |
|        | الأمل الرياضي بجربة         | ملعب ميدون-جربة                     | جربة          | 1974           |
|        | مكارم المهدية               | ملعب أحمد بن خوجة                   | المهدية       | 1937           |
|        | الملعب القابسي              | الملعب الأولمبي بقابس               | قابس          | 24 يوليو 1957  |
|        | سبورتينغ المكنين            | ملعب المنجي سليم بالمكنين           | المكنين       | 1945           |
|        | الأمل الرياضي بالرقبة       | الملعب البلدي المقدميني             | تطاوين        | 2011           |
|        | نادي أولمبيك مدنين          | الملعب الأولمبي بمدنين              | مدنين         | 5 فبراير 1954  |
|        | النجم الأولمبي بسيدي بوزيد  | الملعب البلدي بسيدي بوزيد           | سيدي بوزيد    | 1959           |
|        | الهلال الرياضي الشابي       | الملعب البلدي بالشابة               | الشابة        | 1960           |
|        | المستقبل الرياضي برجيش      | الملعب البلدي برجيش                 | رجيش          | 1980           |
|        | نادي المحيط القرقني         | ملعب فرحات حشاد                     | قرقنة         | 14 أكتوبر 1963 |
|        | النسر الرياضي بجلمة         | الملعب البلدي بجلمة                 | جلمة          | 1959           |

## الرابطة التونسية الثالثة
قائمة أندية الرابطة التونسية الثالثة:
| الشعار | النادي                          | الملعب                          | المدينة          | تاريخ التأسيس |
| ------ | ------------------------------- | ------------------------------- | ---------------- | ------------- |
|        | ستير الرياضية بجرزونة           | ملعب حمادي البجاوي              | جرزونة           | 1965          |
|        | الموج الرياضي بمنزل عبد الرحمان | الملعب البلدي حميد المجاهد      | منزل عبد الرحمان | 1963          |
|        | الملعب الإفريقي بمنزل بورقيبة   | ملعب عزيز جاب الله              | منزل بورقيبة     | 1938          |
|        | النادي الأولمبي للنقل           | ملعب الشاذلي زويتن              | تونس             | 20 يونيو 1966 |
|        | الاتحاد الرياضي بالجديدة        | الملعب البلدي بالجديدة          | الجديدة          | 1973          |
|        | جمعية مقرين الرياضية            | الملعب البلدي بمقرين            | مقرين            | 1948          |
|        | المستقبل الرياضي بالمحمدية      | الملعب البلدي بالمحمدية         | المحمدية         | 1977          |
|        | الاتحاد الرياضي ببرج السدرية    | الملعب البلدي ببرج السدرية      | برج السدرية      | 1984          |
|        | الاتحاد الرياضي القليبي         | الملعب البلدي بقليبية           | قليبية           | 1990          |
|        | قرمبالية الرياضية               | الملعب البلدي بقرمبالية         | قرمبالية         | 1939          |
|        | النجم الرياضي ببني خلاد         | ملعب الحبيب التاجوري            | بني خلاد         | 1946          |
|        | النادي الرياضي بمنزل بوزلفة     | ملعب العربي فرفرة               | منزل بوزلفة      | 1944          |
|        | نادي كرة القدم بالحمامات        | الملعب البلدي بالحمامات         | الحمامات         | 2001          |
|        | الأمل الرياضي بتازركة           | الملعب البلدي بتازركة           | تازركة           | 1961          |
|        | النجم الرياضي بالفحص            | الملعب البلدي بالفحص            | الفحص            | 1942          |
|        | النادي المجازي                  | الملعب البلدي بمجاز الباب       | مجاز الباب       | 1946          |
|        | الاتحاد الرياضي ببوسالم         | الملعب البلدي ببوسالم           | بوسالم           | 1924          |
|        | أولمبيك الكاف                   | ملعب الكاف                      | الكاف            | 17 مايو 1977  |
|        | المستقبل الرياضي بالقصرين       | الملعب البلدي بالقصرين          | القصرين          | 1948          |
|        | الاتحاد الرياضي بسبيطلة         | الملعب البلدي بسبيطلة           | سبيطلة           | 1947          |
|        | النجم الرياضي بفريانة           | الملعب البلدي بفريانة           | فريانة           | 1948          |
|        | الاتحاد الرياضي بسليانة         | الملعب البلدي بسليانة           | سليانة           | 1955          |
|        | الوداد الرياضي بالسرس           | الملعب البلدي بالسرس            | السرس            | 1963          |
|        | النادي الرياضي بالروحية         | الملعب البلدي بالروحية          | الروحية          | 1969          |
|        | النادي الرياضي بمكثر            | الملعب البلدي بمكثر             | مكثر             | 1942          |
|        | النادي الرياضي بحاجب العيون     | الملعب البلدي بحاجب العيون      | حاجب العيون      | 1964          |
|        | البعث الرياضي ببوحجلة           | الملعب البلدي ببوحجلة           | بوحجلة           | 1963          |
|        | المستقبل الرياضي بالسبيخة       | الملعب البلدي بالسبيخة          | السبيخة          | 1961          |
|        | النفيضة الرياضية                | الملعب البلدي صالح بريك النفيضة | النفيضة          | 1939          |
|        | الملعب السوسي                   | ملعب مصطفى عمارة                | سوسة             | 1949          |
|        | المشعل الرياضي بالساحلين        | الملعب البلدي بالساحلين         | الساحلين         | 1961          |
|        | النادي الرياضي البنبلي          | الملعب البلدي ببنبلة            | بنبلة            | 1963          |
|        | الاتحاد الرياضي بقصيبة المديوني | الملعب البلدي بقصيبة المديوني   | قصيبة المديوني   | 6 يونيو 1961  |
|        | النادي الرياضي الهلالي          | الملعب البلدي بقصر هلال         | قصر هلال         | 1946          |
|        | النسر الرياضي بطبلبة            | الملعب البلدي بطبلبة            | طبلبة            | 1947          |
|        | النهضة الرياضية بجمال           | الملعب البلدي بجمال             | جمال             | 1938          |
|        | الاتحاد الرياضي بقصور الساف     | الملعب البلدي بقصور الساف       | قصور الساف       | 3 نوفمبر 1957 |
|        | المشعل الرياضي بالسواسي         | الملعب البلدي بالسواسي          | السواسي          | 1963          |
|        | النادي الرياضي بجبنيانة         | الملعب البلدي بجبنيانة          | جبنيانة          | 1963          |
|        | التقدم الرياضي بساقية الدائر    | الملعب البلدي بساقية الدائر     | ساقية الدائر     | 1965          |
|        | الملعب الرياضي الصفاقسي         | ملعب حي الحبيب                  | صفاقس            | 1960          |
|        | الكوكب الرياضي بعقارب           | الملعب البلدي بعقارب            | عقارب            | 1969          |
|        | البعث الرياضي بالرقاب           | الملعب البلدي بالرقاب           | الرقاب           | 1963          |
|        | نادي سكك الحديد الصفاقسي        | ملعب 2 مارس                     | صفاقس            | 1920          |
|        | النادي الأهلي الصفاقسي          | الملعب البلدي بصفاقس            | صفاقس            | 1984          |
|        | الأمل الرياضي ببوشمة            | الملعب البلدي ببوشمة            | بوشمة            | 2001          |
|        | الوداد الرياضي بالحامة          | الملعب البلدي بالحامة           | الحامة           | 1974          |
|        | الواحة الرياضية بقبلي           | الملعب البلدي بقبلي             | قبلي             | 1964          |
|        | الجريدة الرياضية بتوزر          | مركب محمد الطنباري بتوزر        | توزر             | 1945          |
|        | الملعب الرياضي القفصي           | ملعب محمد القمودي               | قفصة             | 1962          |
|        | الهلال الرياضي بالرديف          | الملعب البلدي بالرديف           | الرديف           | 1919          |
|        | نادي كرة القدم بالمظيلة         | الملعب البلدي بالمظيلة          | المظيلة          | 1921          |
|        | المستقبل الرياضي بلالة          | الملعب البلدي بلالة             | لالة             | 1965          |
|        | الجمعية الرياضية بجربة          | الملعب البلدي بحومة السوق       | جربة             | 1946          |
|        | الاتحاد الرياضي بأجيم جربة      | الملعب البلدي بأجيم             | أجيم             | 1981          |
|        | الزيتونة الرياضية بشماخ         | الملعب البلدي بشماخ             | جرجيس            | 1976          |

## الرابطة التونسية الرابعة
قائمة أندية الرابطة التونسية الرابعة:
| الشعار | النادي                        | الملعب                       | المدينة       | تاريخ التأسيس |
| ------ | ----------------------------- | ---------------------------- | ------------- | ------------- |
|        | نادي كرة القدم ببنزرت         | الملعب البلدي ببنزرت         | بنزرت         | 2014          |
|        | الكوكب الرياضي بمنزل جميل     | الملعب البلدي بمنزل جميل     | منزل جميل     | 1963          |
|        | العالية الرياضية              | الملعب البلدي بالعالية       | العالية       | 1965          |
|        | السهم الرياضي برأس الجبل      | الملعب البلدي برأس الجبل     | رأس الجبل     | 1961          |
|        | الشبيبة الرياضية بمنوبة       | الملعب البلدي بمنوبة         | منوبة         | 1938          |
|        | الاتحاد الرياضي ببرج العامري  | الملعب البلدي ببرج العامري   | برج العامري   |               |
|        | الاتحاد الرياضي القرطاجني     | الملعب البلدي بقرطاج         | قرطاج         | 1960          |
|        | النادي الأولمبي بالكرم        | الملعب البلدي بالكرم         | الكرم         | 1935          |
|        | الخضراء الرياضية              | الملعب البلدي بحي الخضراء    | حي الخضراء    | 1963          |
|        | نادي سكك الحديد التونسي       | ملعب مقرين الرياض            | مقرين         | 1 أكتوبر 1919 |
|        | الهلال الرياضي الأكودي        | الملعب البلدي بأكودة         | أكودة         | 1959          |
|        | الكوكب الرياضي بزاوية سوسة    | الملعب البلدي بزاوية سوسة    | زاوية سوسة    | 1963          |
|        | الأمل الرياضي ببوحجلة         | الملعب البلدي ببوحجلة        | بوحجلة        | 2014          |
|        | الاتحاد الرياضي بالزريبة حمام | الملعب البلدي بالزريبة       | الزريبة       | 1973          |
|        | الأمل الرياضي بشربان          | الملعب البلدي بشربان         | شربان         | 1975          |
|        | بئر مشارقة الرياضية           | الملعب البلدي ببئر مشارقة    | بئر مشارقة    | 1962          |
|        | الشهاب الرياضي بالوردانين     | الملعب البلدي بالوردانين     | الوردانين     | 1957          |
|        | الخطاف الرياضي بالقلعة الكبرى | الملعب البلدي بالقلعة الكبرى | القلعة الكبرى | 1960          |
|        | الاتحاد الرياضي بالشبيكة      | الملعب البلدي بالشبيكة       | الشبيكة       | 1980          |
|        | الملتقى الرياضي ببئر بورقبة   | الملعب البلدي ببئر بورقبة    | بئر بورقبة    | 1995          |
|        | البرق الرياضي ببني حسان       | الملعب البلدي ببني حسان      | بني حسان      | 1959          |
|        | الشبيبة الرياضية ببومرداس     | الملعب البلدي ببومرداس       | بومرداس       | 1974          |
|        | النجم الرياضي اللجمي          | الملعب البلدي بالجم          | الجم          | 1962          |
|        | الأفق الرياضي بكركر           | الملعب البلدي بكركر          | كركر          | 2001          |
|        | السهم الرياضي بزرمدين         | الملعب البلدي بزرمدين        | زرمدين        | 1962          |
|        | الكوكب الرياضي بمنزل النور    | الملعب البلدي بمنزل النور    | منزل النور    | 1977          |
|        | قرقنة الرياضية                | الملعب البلدي بقرقنة         | قرقنة         | 1985          |
|        | البعث الرياضي البناني         | الملعب البلدي ببنان          | بنان          | 1965          |
|        | النادي الأهلي الحجري          | الملعب البلدي ببوحجر         | بوحجر         | 1960          |
|        | النهوض الرياضي بسيدي علوان    | الملعب البلدي بسيدي علوان    | سيدي علوان    | 1975          |
|        | النجم الرياضي الوسلاتي        | الملعب البلدي بالوسلاتية     | الوسلاتية     | 1962          |
|        | النجم الرياضي بقعفور          | الملعب البلدي بقعفور         | قعفور         | 1946          |
|        | النجم الرياضي العلوي          | الملعب البلدي بالعلا         | العلا         | 1979          |
|        | الصافية الرياضية بالقصور      | ملعب محمد الجدي بالقصور      | القصور        | 1973          |
|        | الأمل الرياضي بحفوز           | الملعب البلدي بحفوز          | حفوز          | 1962          |
|        | نادي كرة القدم بالجريصة       | الملعب البلدي بالجريصة       | الجريصة       | 1922          |
|        | النادي الرياضي الدهماني       | الملعب البلدي بالدهماني      | الدهماني      | 1932          |
|        | تالة الرياضية                 | الملعب البلدي بتالة          | تالة          | 1921          |
|        | الترجي الرياضي الكريبي        | الملعب البلدي بالكريب        | الكريب        | 1976          |
|        | النجاح الرياضي بسبيبة         | الملعب البلدي بسبيبة         | سبيبة         | 1975          |
|        | المنجم الرياضي بالمتلوي       | الملعب البلدي بالمتلوي       | المتلوي       | 1970          |
|        | نصر الله الرياضية             | الملعب البلدي بنصر الله      | نصر الله      | 1964          |
|        | النادي الرياضي ببئر الحفي     | الملعب البلدي ببئر الحفي     | بئر الحفي     | 1980          |
|        | الفجر الرياضي بالقطار         | الملعب البلدي بالقطار        | القطار        | 1964          |
|        | النادي الرياضي النفطي         | الملعب البلدي بنفطة          | نفطة          | 1961          |
|        | الشبيبة الرياضية بماجل بلعباس | الملعب البلدي بماجل بلعباس   | ماجل بلعباس   | 1981          |
|        | السهم الرياضي بقصر قفصة       | الملعب البلدي بالقصر         | القصر         | 1947          |
|        | الملعب الرياضي بالمكناسي      | الملعب البلدي بالمكناسي      | المكناسي      | 1962          |
|        | الكوكب الرياضي بدقاش          | الملعب البلدي بدقاش          | دقاش          | 1963          |
|        | لسودة الرياضية بسيدي بوزيد    | الملعب البلدي بلسودة         | لسودة         | 2012          |
|        | الاتحاد الرياضي بالمطوية      | الملعب البلدي بالمطوية       | المطوية       | 1965          |
|        | جمعية أولمبيك بنقردان         | ملعب 7 مارس                  | بنقردان       | 2012          |
|        | التهذيب الرياضي بالصخيرة      | الملعب البلدي بالصخيرة       | الصخيرة       | 1976          |
|        | الواحة الرياضية بشنني         | الملعب البلدي بشنني          | شنني          | 1976          |
|        | تبلبو الرياضية بقابس          | الملعب البلدي بتبلبو         | تبلبو         | 1976          |
|        | النادي الأولمبي بغنوش         | الملعب البلدي بغنوش          | غنوش          | 1982          |
|        | مارث الرياضية                 | الملعب البلدي بمارث          | مارث          | 1964          |
|        | النادي الرياضي بالبئر الأحمر  | الملعب البلدي بالبئر الأحمر  | البئر الأحمر  | 1983          |
|        | المستقبل الرياضي بحسي عمر     | الملعب البلدي بحسي عمر       | حاسي عمر      | 1976          |
|        | الكوكب الرياضي بسوق الأحد     | الملعب البلدي بسوق الأحد     | سوق الأحد     | 1976          |

## الرابطة التونسية الخامسة

### رابطة الشمال ببنزرت
| الشعار | النادي                       | الملعب                      | المدينة      | تاريخ التأسيس |
| ------ | ---------------------------- | --------------------------- | ------------ | ------------- |
|        | تينجة الرياضية               | الملعب البلدي بتينجة        | تينجة        | 1974          |
|        | الأمل الرياضي بقبلاط         | الملعب البلدي بقبلاط        | قبلاط        | 1981          |
|        | النجم الرياضي الخميري        | الملعب البلدي بعين دراهم    | عين دراهم    | 1963          |
|        | النادي الأهلي الماطري        | الملعب البلدي بماطر         | ماطر         | 1947          |
|        | النسر الرياضي بالماتلين      | الملعب البلدي بالماتلين     | الماتلين     | 1980          |
|        | النادي الرياضي بفرنانة       | الملعب البلدي بفرنانة       | فرنانة       | 1974          |
|        | الجمعية الرياضية بالبطان     | الملعب البلدي بالبطان       | البطان       | 1977          |
|        | النادي الأهلي الأندلسي       | الملعب البلدي بقلعة الأندلس | قلعة الأندلس | 1971          |
|        | المستقبل الرياضي بنفزة       | الملعب البلدي بنفزة         | نفزة         | 1960          |
|        | الجمعية الرياضية بغار الدماء | الملعب البلدي بغار الدماء   | غار الدماء   | 1922          |

### الشبان
| الشعار | النادي                           | الملعب                      | المدينة      | تاريخ التأسيس |
| ------ | -------------------------------- | --------------------------- | ------------ | ------------- |
|        | النور الرياضي بوادي الزرقاء      | الملعب البلدي بوادي الزرقاء | وادي الزرقاء | 1983          |
|        | النجم الرياضي بوادي مليز         | الملعب البلدي بوادي مليز    | وادي مليز    |               |
|        | الأمل الرياضي لكرة القدم ببوعوان | الملعب البلدي ببوعوان       | بوعوان       |               |
|        | الجمعية الرياضية بغزالة          | الملعب البلدي بغزالة        | غزالة        | 2019          |
|        | المعالي الرياضي بسجنان           | الملعب البلدي بسجنان        | سجنان        | 1964          |
|        | النسر الرياضي العمدوني           | الملعب البلدي بعمدون        | عمدون        | 1963          |

### رابطة تونس لكرة القدم
| الشعار | النادي                          | الملعب                        | المدينة        | تاريخ التأسيس |
| ------ | ------------------------------- | ----------------------------- | -------------- | ------------- |
|        | الشباب الرياضي المطوي           | الملعب البلدي بباب الخضراء    | تونس           | 1947          |
|        | الاتحاد الرياضي بالعمران الأعلى | الملعب البلدي بالعمران الأعلى | العمران الأعلى | 1982          |
|        | النسر الرياضي بالمنيهلة         | الملعب البلدي بالمنيهلة       | المنيهلة       | 1991          |
|        | الشباب الرياضي بالحرايرية       | الملعب البلدي بالحرايرية      | الحرايرية      | 1989          |
|        | المولدية الرياضية بالدندان      | الملعب البلدي بالدندان        | الدندان        | 1957          |
|        | النادي الرياضي بسيدي ثابت       | الملعب البلدي بسيدي ثابت      | سيدي ثابت      | 1973          |
|        | النجم الرياضي بدوار هيشر        | الملعب البلدي بدوار هيشر      | دوار هيشر      | 2015          |
|        | النادي الرياضي بالوردية         | الملعب البلدي بالوردية        | الوردية        | 1984          |
|        | الشبيبة الرياضية بسكرة          | الملعب البلدي بسكرة           | سكرة           | 1975          |
|        | المستقبل الرياضي بسكرة          | الملعب البلدي بسكرة           | سكرة           | 2012          |
|        | الترجي الرياضي المغاربي         | الملعب البلدي بالزهور         | الزهور         | 2012          |
|        | المستقبل الرياضي بالتضامن       | الملعب البلدي بالتضامن        | حي التضامن     | 2020          |
|        | الشبيبة الرياضية بطبربة         | الملعب البلدي بطبربة          | طبربة          | 1925          |
|        | الاتحاد الرياضي بالسيجومي       | الملعب البلدي بالسيجومي       | السيجومي       | 1976          |
|        | الجمعية الرياضية بحي التحرير    | الملعب البلدي بحي التحرير     | التحرير        | 1985          |
|        | الاتحاد الرياضي بجبل الجلود     | الملعب البلدي بجبل الجلود     | جبل الجلود     | 1947          |

### الرابطة الجهوية بنابل
| الشعار | النادي                      | الملعب                    | المدينة    | تاريخ التأسيس |
| ------ | --------------------------- | ------------------------- | ---------- | ------------- |
|        | الأمل الرياضي ببوفيشة       | الملعب البلدي ببوفيشة     | بوفيشة     | 1968          |
|        | الأمل الرياضي بالزريبة قرية | الملعب البلدي بالزريبة    | الزريبة    | 1983          |
|        | الملعب الرياضي بمرناق       | الملعب البلدي بمرناق      | مرناق      | 1976          |
|        | جمعية كيلوس الرياضية        | الملعب البلدي ببئر مشارقة | بئر مشارقة | 2013          |
|        | النادي الرياضي بفوشانة      | الملعب البلدي بفوشانة     | فوشانة     | 1979          |
|        | النادي الرياضي بتاكلسة      | الملعب البلدي بتاكلسة     | تاكلسة     | 1974          |
|        | نادي كرة القدم بمنزل تميم   | الملعب البلدي بمنزل تميم  | منزل تميم  | 1957          |
|        | الملعب النابلي              | الملعب البلدي بنابل       | نابل       | 1936          |
|        | الجمعية الرياضية بالمرازقة  | الملعب البلدي بالمرازقة   | المرازقة   | 1994          |
|        | البرق الرياضي بنيانو        | الملعب البلدي بنيانو      | نيانو      | 1978          |
|        | المستقبل الرياضي بالزهراء   | الملعب البلدي بالزهراء    | الزهراء    | 2014          |

### رابطة الشمال الغربي بالكاف
| الشعار | النادي                      | الملعب                     | المدينة     | تاريخ التأسيس |
| ------ | --------------------------- | -------------------------- | ----------- | ------------- |
|        | الهلال الرياضي ببرقو        | الملعب البلدي ببرقو        | برقو        | 1963          |
|        | النادي الرياضي بسيدي بورويس | الملعب البلدي بسيدي بورويس | سيدي بورويس | 1980          |
|        | الملعب الرياضي التبرسقي     | الملعب البلدي بتبرسق       | تبرسق       | 1946          |
|        | كسرى الرياضية               | الملعب البلدي بكسرى        | كسرى        | 1987          |
|        | جمعية كرة القدم بالعروسة    | الملعب البلدي بالعروسة     | العروسة     | 1963          |
|        | الشبيبة الرياضية ببوعرادة   | الملعب البلدي ببوعرادة     | بوعرادة     | 1947          |
|        | النجم الرياضي بتاجروين      | الملعب البلدي بتاجروين     | تاجروين     | 1963          |
|        | البرق التستوري              | الملعب البلدي بتستور       | تستور       | 1946          |

### رابطة الوسط بسوسة
| الشعار | النادي                      | الملعب                     | المدينة     | تاريخ التأسيس |
| ------ | --------------------------- | -------------------------- | ----------- | ------------- |
|        | النادي الرياضي المسعدي      | الملعب البلدي بالمسعدين    | المسعدين    | 1976          |
|        | الأسد الرياضي بقصيبة سوسة   | الملعب البلدي بقصيبة سوسة  | القصيبة     | 1961          |
|        | الاتحاد الرياضي بسيدي بوعلي | الملعب البلدي بسيدي بوعلي  | سيدي بوعلي  | 1961          |
|        | البرجين الرياضية            | الملعب البلدي بالبرجين     | البرجين     | 2017          |
|        | نادي كرة القدم بالزهور      | الملعب البلدي بالزهور      | الزهور      | 1989          |
|        | الاتحاد الرياضي بسيدي عامر  | الملعب البلدي بسيدي عامر   | سيدي عامر   | 1981          |
|        | الثريات الرياضية            | الملعب البلدي بالثريات     | الثريات     | 1978          |
|        | النادي الرياضي بهرقلة       | الملعب البلدي بهرقلة       | هرقلة       | 1976          |
|        | جمعية سيدي الهاني الرياضية  | الملعب البلدي بسيدي الهاني | سيدي الهاني | 1979          |

### رابطة الوسط الشرقي بالمنستير
| الشعار | النادي                     | الملعب                    | المدينة    | تاريخ التأسيس |
| ------ | -------------------------- | ------------------------- | ---------- | ------------- |
|        | نادي كرة القدم بصيادة      | الملعب البلدي بصيادة      | صيادة      | 2006          |
|        | النادي الرياضي الخنيسي     | الملعب البلدي بخنيس       | خنيس       | 1965          |
|        | الغزال الرياضي بالبقالطة   | الملعب البلدي بالبقالطة   | البقالطة   | 1962          |
|        | الفتح الرياضي بمنزل كامل   | الملعب البلدي بمنزل كامل  | منزل كامل  | 1977          |
|        | الشبيبة الرياضية بلمطة     | الملعب البلدي بلمطة       | لمطة       | 1974          |
|        | النصر الرياضي بطوزة        | الملعب البلدي بطوزة       | طوزة       | 1961          |
|        | الأمل الرياضي بمنزل حرب    | الملعب البلدي بمنزل حرب   | منزل حرب   |               |
|        | النادي الرياضي بمنزل فارسي | الملعب البلدي بمنزل فارسي | منزل فارسي | 1980          |

### الرابطة الجهوية بالقيروان
| الشعار | النادي                      | الملعب                         | المدينة   | تاريخ التأسيس |
| ------ | --------------------------- | ------------------------------ | --------- | ------------- |
|        | المستقبل الرياضي بعين جلولة | الملعب البلدي بعين جلولة       | عين جلولة | 1986          |
|        | الملعب القيرواني            | الملعب البلدي بالقيروان        | القيروان  | 1906          |
|        | أولمبيك الشراردة            | الملعب البلدي بالشراردة        | الشراردة  | 2017          |
|        | مسيوتة الرياضية             | الملعب البلدي بمسيوتة الذهيبات | العلا     |               |
|        | جمعية المتبسطة الرياضية     | الملعب البلدي بالمتبسطة        | المتبسطة  | 2019          |
|        | الملعب الرياضي بالعلم       | الملعب البلدي بالعلم           | العلم     |               |

### الرابطة الجهوية للجنوب بصفاقس
| الشعار | النادي                      | الملعب                     | المدينة          | تاريخ التأسيس |
| ------ | --------------------------- | -------------------------- | ---------------- | ------------- |
|        | البدر الرياضي بالعين        | الملعب البلدي بالعين       | العين            | 1966          |
|        | النادي الرياضي الحزقي       | الملعب البلدي بالحزق       | الحزق            | 1984          |
|        | الأمل الرياضي ببئر علي      | الملعب البلدي ببئر علي     | بئر علي بن خليفة | 1969          |
|        | نادي صوفيا لكرة القدم       | الملعب البلدي بحي الحبيب   | صفاقس            | 2013          |
|        | المستقبل الرياضي بالحنشة    | الملعب البلدي بالحنشة      | الحنشة           | 1969          |
|        | نادي كرة القدم بساقية الزيت | الملعب البلدي بساقية الزيت | ساقية الزيت      | 2013          |
|        | المستقبل الرياضي اللوزي     | الملعب البلدي باللوزة      | اللوزة           | 1982          |
|        | الجمعية الرياضية بالمحرس    | الملعب البلدي بالمحرس      | المحرس           | 1960          |

### الرابطة الجهوية بسيدي بوزيد
| الشعار | النادي                         | الملعب                         | المدينة         | تاريخ التأسيس |
| ------ | ------------------------------ | ------------------------------ | --------------- | ------------- |
|        | النادي الرياضي بفوسانة         | الملعب البلدي بفوسانة          | فوسانة          | 1983          |
|        | النجم الرياضي بالزهور القصرين  | الملعب البلدي بالزهور          | الزهور          | 2012          |
|        | النادي الأولمبي بأولاد حفوز    | الملعب البلدي بأولاد حفوز      | أولاد حفوز      | 2008          |
|        | أولمبيك العيون                 | الملعب البلدي بأولاد حفوز      | العيون          | 2018          |
|        | النهوض الرياضي بالمزونة        | الملعب البلدي بالمزونة         | المزونة         | 1968          |
|        | الأمل الرياضي بسيدي علي بن عون | الملعب البلدي بسيدي علي بن عون | سيدي علي بن عون | 1967          |
|        | المستقبل الرياضي بالسبالة      | الملعب البلدي بالسبالة         | السبالة         | 2011          |
|        | الاتحاد الرياضي بمنزل بوزيان   | الملعب البلدي بمنزل بوزيان     | منزل بوزيان     | 1995          |

### رابطة الجنوب الغربي بقفصة
| الشعار | النادي                     | الملعب                     | المدينة    | تاريخ التأسيس |
| ------ | -------------------------- | -------------------------- | ---------- | ------------- |
|        | الغزال الرياضي بأم العرائس | الملعب البلدي بأم العرائس  | أم العرائس | 1920          |
|        | الشبيبة الرياضية بتوزر     | الملعب البلدي بتوزر        | توزر       | 2010          |
|        | الأمل الرياضي بحزوة        | الملعب البلدي بحزوة        | حزوة       | 1985          |
|        | السد الرياضي بتمغزة        | الملعب البلدي بتمغزة       | تمغزة      | 1983          |
|        | الملعب الرياضي السندي      | الملعب البلدي بالسند       | السند      | 1962          |
|        | البرق الرياضي بحامة الجريد | الملعب البلدي بحامة الجريد | الحامة     | 1973          |

### رابطة الجنوب الشرقي بقابس
| الشعار | النادي                   | الملعب                 | المدينة | تاريخ التأسيس |
| ------ | ------------------------ | ---------------------- | ------- | ------------- |
|        | الجمعية الرياضية بجمنة   | الملعب البلدي بجمنة    | جمنة    |               |
|        | الخليج الرياضي بكتانة    | الملعب البلدي بكتانة   | كتانة   |               |
|        | الشبيبة الرياضية بوذرف   | الملعب البلدي بوذرف    | وذرف    | 1973          |
|        | الصحراء الرياضية بدوز    | الملعب البلدي بدوز     | دوز     | 1962          |
|        | النادي الرياضي بمطماطة   | الملعب البلدي بمطماطة  | مطماطة  | 1962          |
|        | الجمعية الرياضية بالحامة | الملعب البلدي بالحامة  | الحامة  |               |
|        | الملعب الرياضي الزاراتي  | الملعب البلدي بالزارات | الزارات | 1983          |

### رابطة الجنوب الشرقي بمدنين
| الشعار | النادي                     | الملعب                    | المدينة    | تاريخ التأسيس |
| ------ | -------------------------- | ------------------------- | ---------- | ------------- |
|        | العين الرياضي بني مهيرة    | الملعب البلدي ببني مهيرة  | بني مهيرة  | 2017          |
|        | الملعب الرياضي سيدي مخلوف  | الملعب البلدي بسيدي مخلوف | سيدي مخلوف | 1989          |
|        | الاتحاد الرياضي الجرجيسي   | الملعب البلدي بالمؤانسة   | جرجيس      | 1978          |
|        | أولمبيك غرغار تطاوين       | الملعب البلدي بغرغار      | تطاوين     | 2012          |
|        | الجمعية الرياضية ببني خداش | الملعب البلدي ببني خداش   | بني خداش   |               |
|        | أولمبيك غمراسن             | الملعب البلدي بغمراسن     | غمراسن     | 2021          |
|        | الملعب الرياضي بالصمار     | الملعب البلدي بالصمار     | الصمار     | 1985          |

- الشبان:

| الشعار | النادي                        | الملعب                 | المدينة | تاريخ التأسيس |
| ------ | ----------------------------- | ---------------------- | ------- | ------------- |
|        | النجم الرياضي ببنقردان        | الملعب البلدي ببنقردان | بنقردان | 2023          |
|        | النادي الافريقي بالذهيبة      | الملعب البلدي بالذهيبة | الذهيبة | 1987          |
|        | الجمعية الرياضية نادي الجزيرة | الملعب البلدي بقلالة   | قلالة   | 2013          |
|        | الغزال الرياضي برمادة         | الملعب البلدي برمادة   | رمادة   | 1979          |